# Kawaji Ryūkō

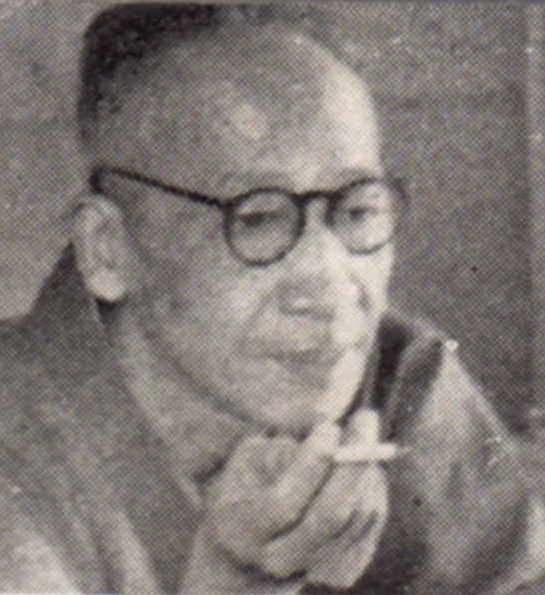
Kawaji Ryūkō

Kawaji Ryūkō (japanisch 川路 柳虹; geboren 9. Juli 1888 in Tokio; gestorben 17. April 1959 ebenda) war ein japanischer Lyriker.

## Leben und Wirken
Kawaji Ryūkō war ein Enkel von Kawaji Toshiakira. Er absolvierte ein Studium an der „Tōkyō Bijutsu Gakkō“ (東京美術学校). der Vorläufereinrichtung der heutigen „Universität der Künste Tokio“. Er veröffentlichte Gedichte in den von Kawai Suimei (1874–1965) herausgegebenen Literaturmagazinen „Bunko“ (文庫) und „Kawaji Ryūkō“ war ein Enkel von Kawaji Toshiakira. Er absolvierte ein Studium an der „Tōkyō Bijutsu Gakkō“ (東京美術学校). der Vorläufereinrichtung der heutigen „Universität der Künste Tokio“. Er veröffentlichte Gedichte in den von Kawai Suimei (河井 酔茗; 1874–1965) herausgegebenen Literaturmagazinen „Bunko“ (文庫) und „Shijin“ (詩人).
In der Septemberausgabe 1907 von „Shijin“ erschien Kawajis Beitrag „Shinji Yonshō“ (新詩四章) das Gedicht „Hakidami“ (塵塚) – „Staubwolke“, das Beachtung fand. 1914 beteiligte er sich mit Saijō Jaso (西条 八十; 1882–1970) und anderen an dem Magazin „Mirai“ (未来) – „Zukunft“. 2018 gründete er die Dichtergruppe „Shōko Shisha“ und leitete nacheinander die Poesiemagazine „Bansō“ (伴奏) – „Begleitung“, „Gendai Shika“ (現代詩歌) – „Dichtung der Gegenwart“, „Taimasu“ (炬火) „Die Fackel“ und „Shisaku“ (詩作) – „Dichten“.
Kawaji zog Murano Shirō, Hirato Renkichi (平戸 廉吉; 1922–1993), Fukao Sumiko (深尾 須磨子; 1888–1974) und andere heran. Weiter hat er sich 1917 an der Gründung der „Shiwakai“ (詩話会) – etwa „Poesiegesellschaft“ beteiligt und aktiv geleitet. 1921 begann er „Nihon Shijin“ (日本詩人) – „Der japanische Dichter“ herauszugeben. Er verfasste Gedichte in freien Versen und moderner Sprache, mit denen er Einfluss auf die Entwicklung der zeitgenössischen japanischen Lyrik hatte.
Zu Kawajis Gedichtbänden gehören „Robō no hana“ (路傍の花) – „Blumen am Straßenrand“ （1910）, „Ayumu hito“ (歩む人) – „Der schreitende Mensch“ (1920), „Akebono no koe“ (曙の声) – „Ruf der Morgenröte“（1921）und „Akarui kaze“ (明るい風) – „Heller Wind“ (1935). 1958 wurde er für „Nami“ (波) – „Wellen“ mit dem Preis der Akademie der Künste ausgezeichnet.